# Nephodia intermedia
Nephodia intermedia là một loài bướm đêm trong họ Geometridae.